# Jan Stępień (wojewoda słupski)
Jan Stępień (ur. 6 stycznia 1926 w Osinach koło Łaska, zm. 19 marca 2009 w Olsztynie) – polski samorządowiec.

## Życiorys
W 1950 przybył do Słupska, gdzie podjął pracę w Centrum Wyszkolenia Milicji Obywatelskiej (późniejszej Szkole Podoficerskiej MO) jako zastępca komendanta. Przewodniczący Prezydium Miejskiej Rady Narodowej w Słupsku (odpowiednik dzisiejszego prezydenta miasta) w latach 1961–1969. W 1964 był współzałożycielem (m.in. z Jerzym Bytnerowiczem) Słupskiego Towarzystwa Społeczno-Kulturalnego oraz jego pierwszym przewodniczącym. Współtwórca Festiwalu Pianistyki Polskiej. Od 1973 do 1975 był wicewojewodą koszalińskim, a po reformie administracyjnej kraju – wojewodą słupskim (w latach 1975–1980). Po wprowadzeniu stanu wojennego w 1981 internowany.
W 2000 otrzymał tytuł Honorowego Obywatela Miasta Słupska.